# 鄭建瑩
鄭建瑩，JP，香港公務員，現任中西區民政事務專員。鄭於2002年在博艾敦等教授指導下，從香港大學取得语言学哲學碩士學位。她在同年加入香港政府政務職系，隨即獲派至油尖旺民政事務處，擔任民政事務助理專員。她在任內曾處理玉石業界於廣東道玉器市場豎立玉石地標的安排，惟進度受阻下在她卸任後方告落實。她在2005年中獲調返政府總部，及後於多個不同決策局任職助理秘書長，曾於政制及內地事務局負責中港融合工作，並參與粵港合作聯席會議，以及在教育局統籌香港資歷架構的制定等等。在林鄭月娥展開行政長官任期後，她獲派至行政長官辦公室出任林鄭月娥的副私人秘書，協助林鄭處理公共关系工作。她在2021年中調任因江潤珊辭任而出缺的勞工及福利局首席助理秘書長職務，負責兒童事務委員會的工作，亦代表勞福局局長列席家庭議會。她在2025年2月13日獲港府委任為中西區民政事務專員，並在2月21日起擔任官守太平紳士。